# Савинский, Константин Александрович
Константин Александрович Савинский (5 января 1919, Москва — 1995) — советский и российский геофизик, доктор геолого-минералогических наук (1970), профессор.
Родился в Москве. Родители — экономист Александр Васильевич Савинский (1881—1940) и ботаник Валерия Федоровна (Валерия Фредерика) Савинская, урожд. Глезер (1992—1984).
Окончил Московский геологоразведочный институт (1944).
Трудовую деятельность начал в производственных геофизических организациях, занимавшихся поиском месторождений нефти и газа в Саратовском и Волгоградском Поволжье. Участник обороны Москвы. В 1949—1951, будучи начальником экспедиции, участвовал в открытии Яковлевского и Михайловского месторождений железных руд в районе КМА. В 1951—1954 руководил Сибирским геофизическим трестом (Новосибирск), проводивший геофизические работы по региональному изучению территории Западно-Сибирской низменности.  
Перейдя работать в Восточный геофизический трест (Иркутск), окончил в 1956 году Академию нефтяной промышленности, и затем возглавлял трест до 1961 года. В 1962—1964 годах работал главным инженером Иркутского геологического управления. 
Организатор и первый директор Восточно-Сибирского научно-исследовательского института геологии, геофизики и минерального сырья (1964—1972). В 1972—1976 — профессор геологического факультета Иркутского государственного университета. С 1976 возглавлял сектор геолого-геофизических обобщений по Сибири в Наро-Фоминском филиале ВНИИгеофизики. 
В течение многих лет принимал участие в научном обосновании и проведении основных региональных и глубинных геолого-геофизических исследований, направленных на изучение нефтегазоносности Западно-Сибирской плиты и Сибирской платформы.
Один из составителей и редакторов структурно-тектонических карт Сибирской платформы, соисполнитель «Тектонической карты Северной Евразии». Автор более ста научных публикаций, в том числе ряда монографий.
Входил в состав учёных советов ВНИИгеофизики, Института геологии и геофизики СО РАН, а также выступал куратором Министерства геологии СССР по вопросам геофизических методов разведки на нефть и газ в районах Восточной Сибири.
Награждён орденом Трудового Красного Знамени, медалями СССР, отраслевыми наградами.

## Семья
Жена — Маргарита Сергеевна, ур. Зотова (1920—2004), также окончившая геологоразведочный институт. Дети — Ольга Платонова, геолог; Владимир (1946—2006), геолог; Людмила Егорова, учительница.